# Found (cheval)
Pour l’article homonyme, voir Found.
Found, née en 2012, est un cheval de course pur sang anglais qui participe aux courses hippiques de plat. Née en Irlande, propriété du consortium Coolmore, elle est entraînée par Aidan O'Brien et montée par le plus souvent par Ryan Moore. Elle a remporté le Prix de l'Arc de Triomphe, en 2016.

## Carrière de courses
Née dans la pourpre, par le meilleur étalon du monde, Galileo, et une double lauréate au niveau groupe 1, Red Evie, Found appartient à l'écurie la plus dominante de la planète, Coolmore. Elle s'élance donc naturellement favorite de sa première course, un maiden au Curragh, qu'elle remporte facilement, puis elle est dirigée directement vers un groupe 1, les Moyglare Stud Stakes, où elle prend la troisième place. Elle montre ses progrès et s'affirme comme une prétendante pour les classiques de 3 ans en s'adjugeant le Prix Marcel Boussac à Longchamp, en octobre, devant notamment Ervedya.
Sa rentrée en 2015 a lieu dans un groupe 3 au Curragh, où elle prend le premier accessit, en prélude à une tentative dans les 1000 Guinées irlandaises, où seule Pleascach la prive de victoire. En juin, à Ascot, c'est cette fois Ervedya qui la devance à l'arrivée des Coronation Stakes. Found doit attendre l'été pour remporter sa première course à 3 ans, dans les Royal Whip Stakes, un groupe 3. Mais lors de sa sortie suivante, elle enrichit à nouveau sa collection de premiers accessits dans les Irish Champion Stakes, battue par le Britannique Golden Horn, le lauréat du Derby. C'est donc avec une chance régulière qu'elle s'aligne au départ du Prix de l'Arc de Triomphe 2015. Elle y subira la seule véritable déconvenue de sa carrière : connaissant un mauvais parcours, malchanceuse dans la ligne droite mais terminant de manière prometteuse, elle doit se contenter de la neuvième place, tandis que Golden Horn se couvre de gloire en battant la double tenante du titre, la championne française Trêve. Après cette accroc, Found reprend sa litanie de deuxièmes places en étant devancée par Fascinating Rock dans les Champion Stakes, mais elle conclut son année par un exploit significatif : elle s'offre le scalp de Golden Horn dans la Breeders' Cup Turf disputée cette année-là à Keeneland (Kentucky), devant les meilleurs Américains sur le gazon.
Maintenue à l'entraînement à 4 ans, Found retrouve la piste en avril 2016 dans une listed-race où elle termine troisième, puis renoue avec la victoire dans un groupe 3, les Mooresbridge Stakes. Mais sa réputation de Poulidor des courses la rattrape bientôt : de mai à septembre, elle enchaîne pas moins de cinq deuxièmes places dans des groupe 1, un exploit assez inédit dans son genre. Elle est devancée par Fascinating Rock dans la Tattersalls Gold Cup ; par le champion Postponed, le futur favori de l'Arc de Triomphe, dans la Coronation Cup ; par l'outsider My Dream Boat dans les Prince Of Wales's Stakes ; par Seventh Heaven dans les Yorkshire Oaks ; et enfin par le champion français Almanzor dans les Irish Champion Stakes, face à un lot exceptionnel où figurent Minding, Highland Reel, New Bay et autres Harzand (auteur du doublé Derby/Irish Derby).
C'est bardée de ce palmarès insolite que Found se présente au départ du Prix de l'Arc de Triomphe, disputé en 2016 à Chantilly, tandis que Longchamp est en réfection. Elle fait partie des bonnes chances, mais les parieurs font plutôt confiance au 5 ans Postponed, au Japonais Makahiki, ou au double Derby-winner, l'Irlandais Harzand. Alors que les grands favoris déçoivent, Found retrouve au bon moment le goût de la victoire : elle prend le meilleur à mi-ligne droite et file au poteau, laissant à près de deux longueurs ses poursuivants, réalisant un temps canon (2'23"61, record du parcours à Chantilly). Elle remporte ainsi une 95e édition de l'Arc historique, puisque les trois premiers - Found, Highland Reel et Order of St. George - sont à la fois des élèves de Coolmore et d'Aidan O'Brien, et tous les trois des produits de Galileo. Timeform lui accorde un rating de 129 pour cette performance. Found remet le couvert quinze jours plus tard dans les Champion Stakes, où elle doit retrouver Almanzor, qui l'a battu en septembre à Leopardstown. Elle tente ainsi d'être le premier gagnant d'Arc à enchaîner avec une victoire dans la même saison depuis All Along en 1983. Mais elle doit s'avouer une nouvelle fois vaincue par Almanzor, décidément le meilleur cheval d'Europe, et ajouter une nouvelle deuxième place à son insolite palmarès. Infatigable, elle brigue une deuxième victoire consécutive dans la Breeders' Cup Turf, cette course dans laquelle aucun Arc-winner n'a jamais pu s'imposer. Elle y décroche une méritoire troisième place, battue par son dauphin de Longchamp, Highland Reel, et Flintshire, deux fois deuxième de l'Arc (en 2014 et 2015). Ce sera la dernière apparition publique de Found, sacrée cheval d'âge de l'année en Europe, qui entame en 2017 sa nouvelle carrière de poulinière.

### Résumé de carrière
| Date         | Hippodrome   | Pays        | Course                    | Statut      | Distance    | Jockey       | Place       | Écart       | Vainqueur ou deuxième | Temps       |
| 2014, 2 ans  | 2014, 2 ans  | 2014, 2 ans | 2014, 2 ans               | 2014, 2 ans | 2014, 2 ans | 2014, 2 ans  | 2014, 2 ans | 2014, 2 ans | 2014, 2 ans           | 2014, 2 ans |
| ------------ | ------------ | ----------- | ------------------------- | ----------- | ----------- | ------------ | ----------- | ----------- | --------------------- | ----------- |
| 23 août      | Curragh      | Irlande     | Maiden                    |             | 1 600 m     | S. Heffernan | 1er/ 15     | 3/4         | Together Forever      | 1'42"52     |
| 14 septembre | Curragh      | Irlande     | Moyglare Stud Stakes      |             | 1 400 m     | J. O'Brien   | 3e / 10     |             | Cursory Glance        | 1'24"80     |
| 5 octobre    | Longchamp    | France      | Prix Marcel Boussac       | Gr. 1       | 1 600 m     | R. Moore     | 1er/ 12     | 2 ½         | Ervedya               | 1'37"45     |
| 2015, 3 ans  |              |             |                           |             |             |              |             |             |                       |             |
| 4 mai        | Curragh      | Irlande     | Athasi Stakes             | Gr. 3       | 1 400 m     | R. Moore     | 2e / 6      | 2           | Iveagh Gardens        | 1'33"75     |
| 24 mai       | Curragh      | Irlande     | Irish 1000 Guineas        | Gr. 1       | 1 600 m     | R. Moore     | 2e / 18     | 1/2         | Pleascach             | 1'39"17     |
| 19 juin      | Ascot        | Royaume-Uni | Coronation Stakes         | Gr. 1       | 1 600 m     | R. Moore     | 2e / 9      | encolure    | Ervedya               | 1'38"46     |
| 23 août      | Curragh      | Irlande     | Royal Whip Stakes         | Gr. 3       | 2 000 m     | S. Heffernan | 1er/ 3      | 4           | Answered              | 2'09"88     |
| 12 septembre | Leopardstown | Irlande     | Irish Champion Stakes     | Gr. 1       | 2 000 m     | R. Moore     | 2e / 7      | 1           | Golden Horn           | 2'05"41     |
| 4 octobre    | Longchamp    | France      | Prix de l'Arc de Triomphe | Gr. 1       | 2 400 m     | R. Moore     | 9e / 17     |             | Golden Horn           | 2'27"23     |
| 17 octobre   | Ascot        | Royaume-Uni | Champion Stakes           | Gr. 1       | 2 000 m     | R. Moore     | 2e / 13     | 1 ¼         | Fascinating Rock      | 2'06"31     |
| 31 octobre   | Keeneland    | États-Unis  | Breeders' Cup Turf        | Gr. 1       | 2 400 m     | R. Moore     | 1er/ 12     | 1/2         | Golden Horn           | 2'32"06     |
| 2016, 4 ans  |              |             |                           |             |             |              |             |             |                       |             |
| 3 avril      | Curragh      | Irlande     | Alleged Stakes            | Listed      | 2 000 m     | R. Moore     | 3e / 5      |             | Zhukova               | 2'23"89     |
| 2 mai        | Curragh      | Irlande     | Mooresbridge Stakes       | Gr. 3       | 2 000 m     | R. Moore     | 1er/ 5      | 1 ¼         | Success Days          | 2'11"17     |
| 22 mai       | Curragh      | Irlande     | Tattersalls Gold Cup      | Gr. 1       | 2 100 m     | R. Moore     | 2e / 6      | 3 ¾         | Fascinating Rock      | 2'20"72     |
| 4 juin       | Epsom        | Royaume-Uni | Coronation Cup            | Gr. 1       | 2 400 m     | R. Moore     | 2e / 8      | 4 ½         | Postponed             | 2'43"54     |
| 15 juin      | Ascot        | Royaume-Uni | Prince Of Wales's Stakes  | Gr. 1       | 2 000 m     | R. Moore     | 2e / 6      | encolure    | My Dream Boat         | 2'11"38     |
| 18 août      | York         | Royaume-Uni | Yorkshire Oaks            | Gr. 1       | 2 400 m     | S. Heffernan | 2e / 12     | 2 ¾         | Seventh Heaven        | 2'28"50     |
| 10 septembre | Leopardstown | Irlande     | Irish Champion Stakes     | Gr. 1       | 2 000 m     | L. Dettori   | 2e / 9      | 3/4         | Almanzor              | 2'08"93     |
| 2 octobre    | Chantilly    | France      | Prix de l'Arc de Triomphe | Gr. 1       | 2 400 m     | R. Moore     | 1er/ 16     | 1 ¾         | Highland Reel         | 2'23"61     |
| 15 octobre   | Ascot        | Royaume-Uni | Champion Stakes           | Gr. 1       | 2 000 m     | R. Moore     | 2e / 7      | 2           | Almanzor              | 2'05"94     |
| 5 novembre   | Santa Anita  | États-Unis  | Breeders' Cup Turf        | Gr. 1       | 2 400 m     | R. Moore     | 3e / 12     | 1           | Highland Reel         | 2'23"00     |

## Au haras
Présentée à l'étalon américain War Front, Found donne naissance en 2018 à son premier produit, baptisé Battleground, lauréat des Vintage Stakes (Gr.2), 2e de la Breeders' Cup Juvenile Turf et 3e des St. James's Palace Stakes. Son deuxième produit est issu du lauréat de la Triple Couronne américaine Justify.

## Origines
On ne présente plus le père de Found, Galileo, l'un des plus fameux étalons de l'histoire des courses. 
Sa mère, Red Evie, est elle-même une jument de grande valeur. Non seulement sur la piste, où cette fille d'Intikhab s'adjugea les Lockinge Stakes et les Matron Stakes, mais aussi les Hungerford Stakes (Gr.2) et les Oak Tree Stakes (Gr.3). Mais aussi au haras, où elle a brillamment tracé avec la complicité de Galileo, son unique fiancé. Elle est la mère de : 
- Divinely, 2e des Irish Oaks et 3e des Oaks
- Magical Dream, lauréate des C.L. Weld Park Stakes (Gr.3), 2e Munster Oaks Stakes (Gr.3) et 3e des Blandford Stakes (Gr.2),
- Best in The World, vainqueur des Give Thanks Stakes (Gr.3), 2e des Blandford Stakes et 3e des Munster Oaks (Gr.3), et mère de : 
  - Snowfall (par Deep Impact) : Oaks, Irish Oaks, Yorkshire Oaks, pouliche de 3 ans de l'année en Europe.

### Pedigree
| Origines de Found (IRE), jument baie née en 2012 | Origines de Found (IRE), jument baie née en 2012 | Origines de Found (IRE), jument baie née en 2012 | Origines de Found (IRE), jument baie née en 2012 |
| ------------------------------------------------ | ------------------------------------------------ | ------------------------------------------------ | ------------------------------------------------ |
| Père Galileo 1998                                | Sadler's Wells 1981                              | Northern Dancer 1961                             | Nearctic                                         |
| Père Galileo 1998                                | Sadler's Wells 1981                              | Northern Dancer 1961                             | Natalma                                          |
| Père Galileo 1998                                | Sadler's Wells 1981                              | Fairy Bridge 1975                                | Bold Reason                                      |
| Père Galileo 1998                                | Sadler's Wells 1981                              | Fairy Bridge 1975                                | Special                                          |
| Père Galileo 1998                                | Urban Sea 1989                                   | Miswaki 1978                                     | Mr. Prospector                                   |
| Père Galileo 1998                                | Urban Sea 1989                                   | Miswaki 1978                                     | Hopespringseternal                               |
| Père Galileo 1998                                | Urban Sea 1989                                   | Allegretta 1978                                  | Lombard                                          |
| Père Galileo 1998                                | Urban Sea 1989                                   | Allegretta 1978                                  | Anatevka                                         |
| Mère Red Evie 2003                               | Intikhab 1994                                    | Red Ransom 1987                                  | Roberto                                          |
| Mère Red Evie 2003                               | Intikhab 1994                                    | Red Ransom 1987                                  | Arabia                                           |
| Mère Red Evie 2003                               | Intikhab 1994                                    | Crafty Example 1987                              | Crafty Prsopector                                |
| Mère Red Evie 2003                               | Intikhab 1994                                    | Crafty Example 1987                              | Zienelle                                         |
| Mère Red Evie 2003                               | Malafemmena 1992                                 | Nordico 1985                                     | Northern Dancer                                  |
| Mère Red Evie 2003                               | Malafemmena 1992                                 | Nordico 1985                                     | Kennelot                                         |
| Mère Red Evie 2003                               | Malafemmena 1992                                 | Martinova 1979                                   | Martinmas                                        |
| Mère Red Evie 2003                               | Malafemmena 1992                                 | Martinova 1979                                   | Pavlova (famille 1-m)                            |